# Olympische Sommerspiele 1968/Teilnehmer (Tunesien)
| Gelbes Symbol für Goldmedaillen mit stilisierten Olympischen Ringen | Graues Symbol für Silbermedaillen mit stilisierten Olympischen Ringen | Braundes Symbol für Bronzemedaillen mit stilisierten Olympischen Ringen |
| ------------------------------------------------------------------- | --------------------------------------------------------------------- | ----------------------------------------------------------------------- |
| 1                                                                   | —                                                                     | 1                                                                       |

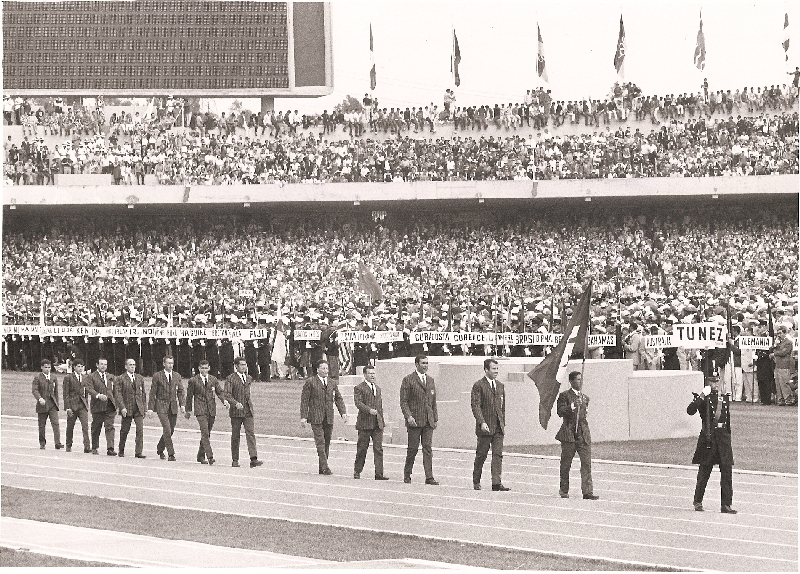
Einmarsch der tunesischen Delegation bei der Eröffnungsfeier

Tunesien nahm an den Olympischen Sommerspielen 1968 in Mexiko-Stadt mit einer Delegation von sieben Sportlern (alles Männer) teil.

## Medaillengewinner

### Gold
| Name             | Sportart       | Wettkampf |
| ---------------- | -------------- | --------- |
| Mohamed Gammoudi | Leichtathletik | 5000 m    |

### Bronze
| Name             | Sportart       | Wettkampf |
| ---------------- | -------------- | --------- |
| Mohamed Gammoudi | Leichtathletik | 10.000 m  |

## Teilnehmer nach Sportarten

### Boxen
- Mahmoud Ladjili
Bantamgewicht: 17. Platz

- Mouldi Manai
Federgewicht: 17. Platz

- Mongi Lahdhili
Leichtgewicht: 9. Platz

- Habib Galhia
Halbweltergewicht: 17. Platz

### Leichtathletik
- Ahmed Zammel
5000 Meter: im Vorlauf ausgeschieden

- Mohamed Gammoudi
5000 Meter: Gold 
10.000 Meter: Bronze

- Labidi Ayachi
3000 Meter Hindernis: im Vorlauf ausgeschieden